# Remond Strijbosch
Remond Strijbosch (Helmond, 11 april 1980) is een Nederlands voormalig voetballer en huidig voetbaltrainer. 
Strijbosch, die als doelman speelde, begon bij RKSV MULO en kwam als A-junior bij Helmond Sport.
Hij maakte vanaf 1998 deel uit van de selectie van Helmond Sport. Pas in het seizoen 2005-2006 kwam hij in actie voor het eerste van deze voetbalclub. In 2012 besloot hij zijn spelersloopbaan te beëindigen en aansluitend werd hij assistent-trainer en trainer van het beloftenteam bij Helmond Sport. 
In 2015 behaalde hij het diploma Coach Betaald Voetbal (UEFA Pro). In februari 2016 werd hij aangesteld als tijdelijk hoofdtrainer na het vertrek van Jan van Dijk. Strijbosch maakte het seizoen 2015/16 af waarna Roy Hendriksen aangesteld werd als nieuwe hoofdtrainer. Van 2016 tot 2018 was Strijbosch assistent-trainer van Helmond Sport. Daarnaast was hij tot 2019 hoofd jeugdopleidingen.
In 2019 werd hij assistent van Jurgen Streppel bij Al-Jazira. Hij volgde Streppel daarna naar Roda JC en werd in december aangesteld als interim-hoofdtrainer nadat Streppel vertrok naar Helmond Sport.

## Carrière
| Seizoen | Club          | Land      | Competitie     | Wedstrijden | Doelpunten |
| ------- | ------------- | --------- | -------------- | ----------- | ---------- |
| 1998/99 | Helmond Sport | Nederland | Eerste divisie | 0           | 0          |
| 1999/00 | Helmond Sport | Nederland | Eerste divisie | 0           | 0          |
| 2000/01 | Helmond Sport | Nederland | Eerste divisie | 0           | 0          |
| 2001/02 | Helmond Sport | Nederland | Eerste divisie | 0           | 0          |
| 2002/03 | Helmond Sport | Nederland | Eerste divisie | 0           | 0          |
| 2003/04 | Helmond Sport | Nederland | Eerste divisie | 0           | 0          |
| 2005/06 | Helmond Sport | Nederland | Eerste divisie | 14          | 0          |
| 2006/07 | Helmond Sport | Nederland | Eerste divisie | 8           | 0          |
| 2007/08 | Helmond Sport | Nederland | Eerste divisie | 0           | 0          |
| 2008/09 | Helmond Sport | Nederland | Eerste divisie | 1           | 0          |
| 2009/10 | Helmond Sport | Nederland | Eerste divisie | 1           | 0          |
| 2010/11 | Helmond Sport | Nederland | Eerste divisie | 0           | 0          |
| 2011/12 | Helmond Sport | Nederland | Eerste divisie | 0           | 0          |
| Totaal  |               |           |                | 24          | 0          |